# پنیر رومانو

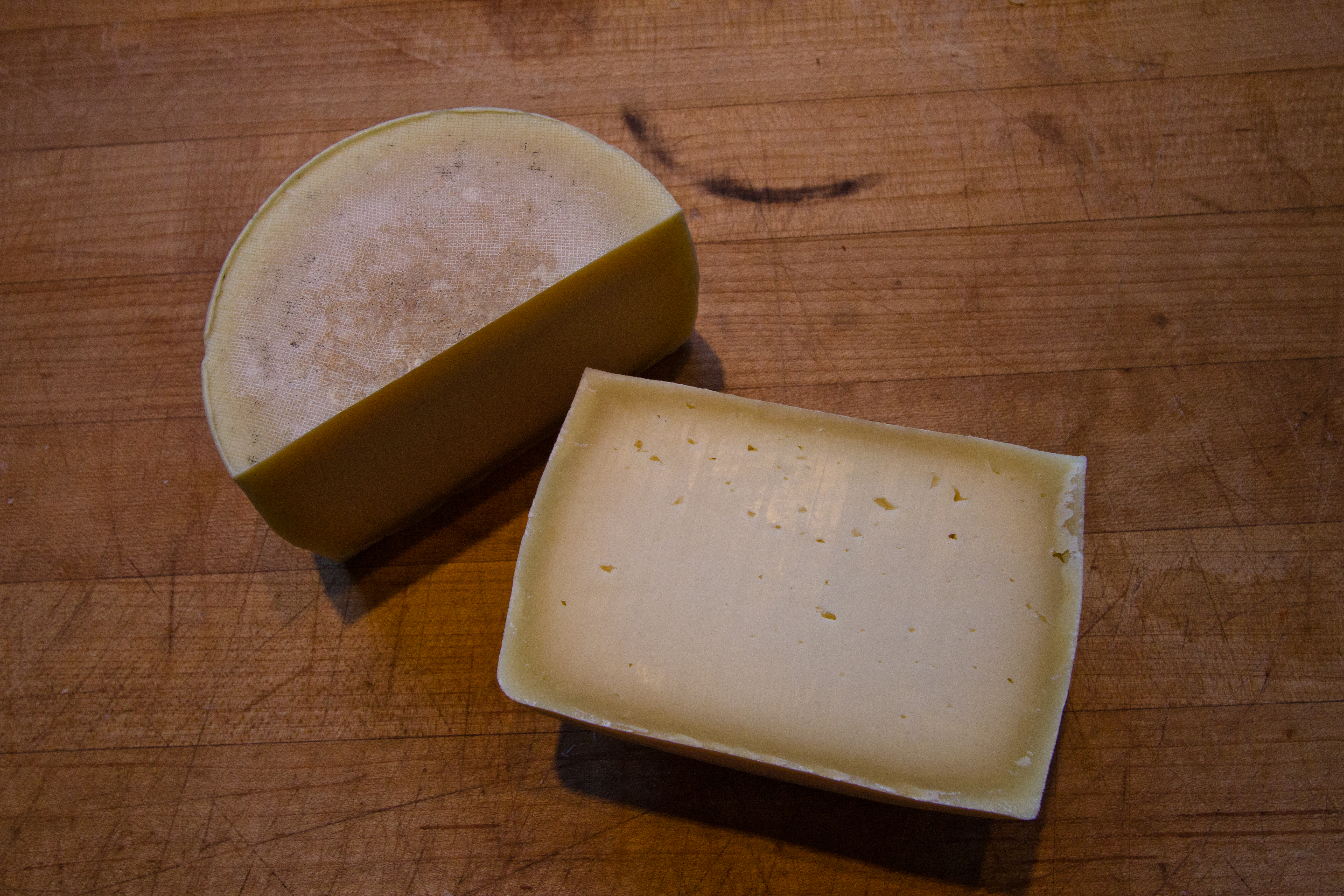
یک قطعه پنیر رومانو

پنیر رومانو اصطلاحی است که در ایالات متحده و کانادا برای دسته ای از پنیرهای سخت و شور استفاده می‌شود که در درجه اول برای رنده کردن مشابه پکورینو رومانو مناسب است، که نام آن نیز از آن گرفته شده‌است. علیرغم نام، نباید آن را با پکورینو رومانو واقعی که یک محصول ایتالیایی است که توسط قوانین اتحادیه اروپا به رسمیت شناخته شده و از آن محافظت می‌شود، اشتباه گرفت، اگرچه قوانین ایالات متحده اجازه می‌دهد تا رومانویی که تماماً از شیر گوسفند تولید می‌شود، «پکورینو رومانو» نامیده شود.
طبق مقررات سازمان غذا و داروی ایالات متحده، پنیر رومانو را می‌توان از شیر گاو، بز یا گوسفند تهیه کرد.باید کمتر از ۳۴ درصد آب و حداقل ۳۸ درصد چربی شیر داشته باشد. خامه، شیر بدون چربی یا شیر خشک و آب را می‌توان برای ایجاد سطح صحیح چربی شیر اضافه یا حذف کرد. شیر را می‌توان با بنزوئیل پراکسید یا مخلوطی از بنزوئیل پراکسید با آلوم پتاسیم، سولفات کلسیم و کربنات منیزیم سفید کرد، اما در این صورت، ویتامین A باید پس از درمان اضافه شود. رنگ مصنوعی ایمن آبی یا سبز ممکن است فقط برای مقابله با هرگونه رنگ زرد شیر اضافه شود. مایه پنیر نیازی به استفاده ندارد و می‌توان از هر «آنزیم لخته کننده شیر مناسب که تشکیل کشک معادل تولید می‌کند» استفاده کرد. کشک باید به اندازه دانه‌های ذرت شکسته شود، هم زده شود و تا ۱۲۰ درجه فارنهایت (۴۹ درجه سلسیوس) گرم شود. کشک را آبکش کرده و به شکل فشرده درمی‌آورند و پنیر را به مدت ۲۴ ساعت در آب نمک خیس می‌کنند. پس از آبکشی، آن را با نمک مالیده و چندین بار می‌شویند. بعد خشک می‌شود. گاهی آن را برگردانده و خراش می‌دهند و ممکن است با روغن نباتی پوشانده شود. پنیر رومانو باید حداقل پنج ماه سن داشته باشد.
پنیر رومانو اغلب روی پاستا رنده می‌شود، اغلب در ترکیب با پارمیجانو.